# 霍蘭 (麻薩諸塞州)
霍蘭（英語：Holland）是一個位於美國麻薩諸塞州漢登縣的鎮。

## 人口
根據2020年美國人口普查的數據，霍蘭的面積為33.80平方千米，當中陸地面積為31.80平方千米，而水域面積為2.00平方千米。當地共有人口2603人，而人口密度為每平方千米77人。